# Denitrifikation
Denitrifikation er en anaerob bakteriel respirationproces, hvor nitrat (NO₃-) omdannes til frit kvælstof (N₂) eller lattergas (N₂O). Nogle bakterier, denitrifikanter, kan udvinde energi ved denitrifikation; man siger at de ånder med nitrat. Det er en vigtig proces for miljøet, da frit kvælstof ikke er biologisk tilgængeligt for f.eks. planter. Denitrifikation fjerner kvælstof fra miljøet og forhindrer indirekte Iltsvind. Derimod er lattergassen ikke god for miljøet, da den fungerer som en effektiv drivhusgas. Denitrifikationsprocessen opstår, når der er nitrat til stede under iltfrie forhold (anaerobe forhold). Derudover skal der være denitrificerende mikrober (denitrifikanter) tilstede: de organismer der foretager processen. Ingen denitrifikanter, ingen denitrifikation. Disse forhold findes f.eks. i jord, søbund og havbund. Derfor kan brakmarker, vandløb, søer, fjorde osv. fungere som nitrat-filtre.
Processen er som følger:
NO₃− (aq) → NO₂− (aq) → NO (g) + N₂O (g) → N₂ (g)
Den komplette denitrifikationsproces kan opskrives som en redoxreaktion:
2 NO₃− (aq) + 10 e− + 12 H+ (aq) → N₂ (g) + 6 H₂O (l)
Det er meget vigtigt at forstå, at der ikke produceres ilt (O₂) ved denitrifikation, men vand (H₂O).